# Campoplex borealis
Campoplex borealis är en stekelart som först beskrevs av Zetterstedt 1838.  Campoplex borealis ingår i släktet Campoplex och familjen brokparasitsteklar. Arten är reproducerande i Sverige. Inga underarter finns listade.